# Thomas Faucillon
Thomas Faucillon (* 31. August 1829 in Beaune; † 24. Oktober oder 27. Oktober 1901 in Paris) war ein französischer Dominikaner.

## Leben
Thomas-Louis Faucillon, Taufname Claude Louis, wurde 1829 in Beaune im Département Côte-d’Or geboren. Er besuchte das Knabenseminar und das Priesterseminar in Dijon. 1852 in Flavigny in den Predigerorden eingetreten, legte er dort am 7. August 1853 die feierlichen Ordensgelübde ab und wurde 1855 Priester. Von 1858 an war er fast 30 Jahre in Leitungsfunktionen tätig, u. a. als erster Prior des neuen dominikanischen Noviziats in Abbeville (1867–1870) und zweimal als Provinzial des Ordens in Frankreich (1875–1879 und 1883–1887). Als solcher war er auch an der Gründung der ersten Dominikanerkonvente in Nordamerika beteiligt. Nach dem Ende seiner zweiten Amtszeit als Provinzial lebte er im Dominikanerkonvent in der Rue Saint-Honoré in Paris, wo er bis zu seinem Tod im Oktober 1901 als Beichtvater, spiritueller Begleiter und Exerzitienmeister tätig war.
Faucillon veröffentlichte zu Lebzeiten nur ein geistliches Werk: Sainte Marie-Madeleine et la vie chrétienne (Paris, 1891). Seine Predigten und spirituellen Notizen gab sein Mitbruder Marie Benoît Schwalm postum unter dem Titel La vie avec Dieu heraus.

## Werke
- Sainte Marie-Madeleine et la vie chrétienne. Paris, 1891
- La vie avec Dieu, herausgegeben von Marie Benoît Schwalm, Paris 1905